# Coupe de la Ligue japonaise de football 1998
Navigation
Coupe de la Ligue 1997 Coupe de la Ligue 1999
La coupe de la Ligue japonaise 1998 est la 6e édition de la Coupe de la Ligue japonaise, organisée par la J.League, elle oppose les 18 équipes de J.League et 2 équipes de JFL du 16 mai 1998 au 19 juillet 1998.
Le vainqueur se qualifie pour la Coupe Suruga Bank.

## Format
Les 18 équipes de J.League 1998 et 2 équipes de JFL 1998 participent au tournoi.

## Phase de groupes
Les premiers de chaque groupe se qualifient pour les demi-finale.

### Groupe A
| Rang | Équipe                  | Pts | J | G | N | P | Bp | Bc | Diff |  | Résultats (▼ dom., ► ext.) | IWA | URA | VER | HIR | SEN |
| ---- | ----------------------- | --- | - | - | - | - | -- | -- | ---- |  | -------------------------- | --- | --- | --- | --- | --- |
| 1    | Júbilo Iwata (1)        | 12  | 4 | 3 | 0 | 1 | 12 | 5  | +7   |  | Júbilo Iwata (1)           |     | 1-2 |     | 3-0 |     |
| 2    | Urawa Red Diamonds (1)  | 8   | 4 | 2 | 2 | 0 | 10 | 3  | +7   |  | Urawa Red Diamonds (1)     |     |     | 1-1 |     | 6-0 |
| 3    | Verdy Kawasaki (1)      | 7   | 4 | 2 | 1 | 1 | 6  | 4  | +2   |  | Verdy Kawasaki (1)         | 1-2 |     |     |     | 1-0 |
| 4    | Sanfrecce Hiroshima (1) | 4   | 4 | 1 | 1 | 2 | 3  | 7  | -4   |  | Sanfrecce Hiroshima (1)    |     | 1-1 | 1-3 |     |     |
| 5    | Brummel Sendai (2)      | 0   | 4 | 0 | 0 | 4 | 2  | 14 | -12  |  | Brummel Sendai (2)         | 2-6 |     |     | 0-1 |     |

### Groupe B
| Rang | Équipe               | Pts | J | G | N | P | Bp | Bc | Diff |  | Résultats (▼ dom., ► ext.) | ANT | REY | FUK | YOK | OSA |
| ---- | -------------------- | --- | - | - | - | - | -- | -- | ---- |  | -------------------------- | --- | --- | --- | --- | --- |
| 1    | Kashima Antlers (1)  | 10  | 4 | 3 | 1 | 0 | 11 | 4  | +7   |  | Kashima Antlers (1)        |     |     | 3-0 |     | 5-2 |
| 2    | Kashiwa Reysol (1)   | 10  | 4 | 3 | 1 | 0 | 12 | 7  | +5   |  | Kashiwa Reysol (1)         | 1-1 |     |     | 5-2 |     |
| 3    | Avispa Fukuoka (1)   | 4   | 4 | 1 | 1 | 2 | 7  | 9  | -2   |  | Avispa Fukuoka (1)         |     | 2-3 |     | 4-2 |     |
| 4    | Yokohama Marinos (1) | 3   | 4 | 1 | 0 | 3 | 7  | 11 | -4   |  | Yokohama Marinos (1)       | 1-2 |     |     |     | 2-0 |
| 5    | Cerezo Osaka (1)     | 1   | 4 | 0 | 1 | 3 | 5  | 11 | -6   |  | Cerezo Osaka (1)           |     | 2-3 | 1-1 |     |     |

### Groupe C
| Rang | Équipe                | Pts | J | G | N | P | Bp | Bc | Diff |  | Résultats (▼ dom., ► ext.) | SHI | KAW | OSA | YOK | SAP |
| ---- | --------------------- | --- | - | - | - | - | -- | -- | ---- |  | -------------------------- | --- | --- | --- | --- | --- |
| 1    | Shimizu S-Pulse (1)   | 12  | 4 | 4 | 0 | 0 | 8  | 2  | +6   |  | Shimizu S-Pulse (1)        |     |     | 2-0 |     | 2-0 |
| 2    | Kawasaki Frontale (2) | 6   | 4 | 2 | 0 | 2 | 4  | 2  | +2   |  | Kawasaki Frontale (2)      | 0-1 |     |     | 0-1 |     |
| 3    | Gamba Osaka (1)       | 6   | 4 | 2 | 0 | 2 | 7  | 6  | +1   |  | Gamba Osaka (1)            |     | 0-2 |     |     | 5-2 |
| 4    | Yokohama Flügels (1)  | 3   | 4 | 1 | 0 | 3 | 5  | 8  | -3   |  | Yokohama Flügels (1)       | 2-3 |     | 0-2 |     |     |
| 5    | Consadole Sapporo (1) | 3   | 4 | 1 | 0 | 3 | 5  | 11 | -6   |  | Consadole Sapporo (1)      |     | 0-2 |     | 3-2 |     |

### Groupe D
| Rang | Équipe                   | Pts | J | G | N | P | Bp | Bc | Diff |  | Résultats (▼ dom., ► ext.) | ICH | NAG | BEL | KOB | KYO |
| ---- | ------------------------ | --- | - | - | - | - | -- | -- | ---- |  | -------------------------- | --- | --- | --- | --- | --- |
| 1    | JEF United Ichihara (1)  | 10  | 4 | 3 | 1 | 0 | 14 | 7  | +7   |  | JEF United Ichihara (1)    |     |     | 3-2 | 4-1 |     |
| 2    | Nagoya Grampus Eight (1) | 7   | 4 | 2 | 1 | 1 | 7  | 7  | 0    |  | Nagoya Grampus Eight (1)   | 1-4 |     |     | 1-1 |     |
| 3    | Bellmare Hiratsuka (1)   | 4   | 4 | 1 | 1 | 2 | 6  | 7  | -1   |  | Bellmare Hiratsuka (1)     |     | 1-3 |     |     | 1-1 |
| 4    | Vissel Kobe (1)          | 4   | 4 | 1 | 1 | 2 | 5  | 8  | -3   |  | Vissel Kobe (1)            |     |     | 0-2 |     | 3-1 |
| 5    | Kyoto Purple Sanga (1)   | 2   | 4 | 0 | 2 | 2 | 6  | 9  | -3   |  | Kyoto Purple Sanga (1)     | 3-3 | 1-2 |     |     |     |

### Phase finale
|  | Demi-finales                       | Demi-finales                       | Demi-finales                       | Demi-finales                       |              |              | Finale                          | Finale                          | Finale                          | Finale                          |
|  |                                    |                                    |                                    |                                    |              |              |                                 |                                 |                                 |                                 |
|  | Stade du parc Nihondaira, Shizuoka | Stade du parc Nihondaira, Shizuoka | Stade du parc Nihondaira, Shizuoka | Stade du parc Nihondaira, Shizuoka |              |              | Stade olympique national, Tokyo | Stade olympique national, Tokyo | Stade olympique national, Tokyo | Stade olympique national, Tokyo |
|  | Shimizu S-Pulse                    | Shimizu S-Pulse                    | 0                                  | 0                                  |              |              | Stade olympique national, Tokyo | Stade olympique national, Tokyo | Stade olympique national, Tokyo | Stade olympique national, Tokyo |
|  | Shimizu S-Pulse                    | Shimizu S-Pulse                    | 0                                  | 0                                  |              |              | Stade olympique national, Tokyo | Stade olympique national, Tokyo | Stade olympique national, Tokyo | Stade olympique national, Tokyo |
|  | Júbilo Iwata                       | Júbilo Iwata                       | 2                                  | 2                                  |              |              | Stade olympique national, Tokyo | Stade olympique national, Tokyo | Stade olympique national, Tokyo | Stade olympique national, Tokyo |
|  | Júbilo Iwata                       | Júbilo Iwata                       | 2                                  | 2                                  | Júbilo Iwata | Júbilo Iwata | 4                               | 4                               |                                 |                                 |
|  | Stade ZA Oripri, Ichihara          |                                    |                                    |                                    | Júbilo Iwata | Júbilo Iwata | 4                               | 4                               |                                 |                                 |
|  |                                    |                                    | JEF United Ichihara                | JEF United Ichihara                | 0            | 0            |                                 |                                 |                                 |                                 |
|  | JEF United Ichihara                | JEF United Ichihara                | JEF United Ichihara                | JEF United Ichihara                | 0            | 0            | 3                               | 3                               |                                 |                                 |
|  | JEF United Ichihara                | JEF United Ichihara                |                                    |                                    |              |              |                                 | 3                               |                                 |                                 |
|  | Kashima Antlers                    | Kashima Antlers                    | 2                                  | 2                                  |              |              |                                 |                                 |                                 |                                 |
|  | Kashima Antlers                    | Kashima Antlers                    | 2                                  | 2                                  |              |              |                                 |                                 |                                 |                                 |

### Demi-finales
| Club                    | Score | Club                |
| ----------------------- | ----- | ------------------- |
| Shimizu S-Pulse (1)     | 0 - 2 | Júbilo Iwata (1)    |
| JEF United Ichihara (1) | 4 - 0 | Kashima Antlers (1) |

### Finale
| Dimanche 19 juillet 1998             | Júbilo Iwata (1)                           | 4 - 0   | JEF United Ichihara (1) | Stade olympique national, Tokyo                  |                                                  |
| 10h00 (UTC+9) (3h00 heure française) | Kawaguchi 51e 80e · Oku 72e · Takahara 89e | (0 - 0) |                         | Spectateurs : 41 718 Arbitrage : Masayoshi Okada | Spectateurs : 41 718 Arbitrage : Masayoshi Okada |
| 10h00 (UTC+9) (3h00 heure française) | Oku 13e · Koga 64e                         | Rapport |                         | Spectateurs : 41 718 Arbitrage : Masayoshi Okada | Spectateurs : 41 718 Arbitrage : Masayoshi Okada |

## Statistiques

### Meilleurs buteurs
|                    | Buteur           | Club                | Buts | MJ |
| ------------------ | ---------------- | ------------------- | ---- | -- |
| Médaille d'or      | Nenad Maslovar   | JEF United Ichihara | 6    | 6  |
| Médaille d'argent  | Nozomu Kato      | Kashiwa Reysol      | 6    | 4  |
| Médaille de bronze | Naohiro Takahara | Júbilo Iwata        | 4    | 6  |
| 4                  | Toshiya Fujita   | Júbilo Iwata        | 4    | 6  |
| 5                  | Tadatoshi Masuda | Kashima Antlers     | 3    | 4  |